# Diocèse de Masaka

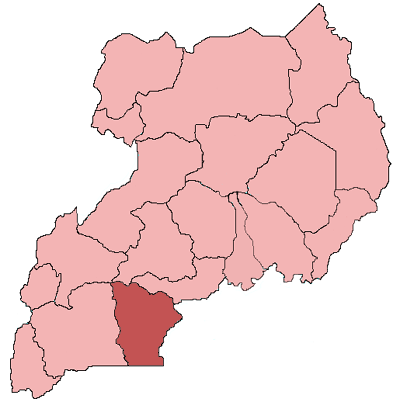
Localisation du diocèse.

Le diocèse de Masaka (Dioecesis Masakaënsis)  est un siège de l'Église catholique en Ouganda, suffragant de l'archidiocèse de Kampala. Serverus Jjumba en est l'évêque depuis 2019.

## Territoire
Le diocèse comprend les districts de Masaka, Rakai et Sembabule dans la région centrale de l'Ouganda.
Le siège épiscopal se trouve être la ville de Masaka, à la cathédrale Notre-Dame-des-Douleurs. Son territoire est subdivisé en 54 paroisses.

## Histoire
Le vicariat apostolique de Masaka est érigé le 25 mai 1939 par la bulle In Ugandensis de Pie XII, recevant son territoire du vicariat apostolique de l'Ouganda (aujourd'hui archidiocèse de Kampala).
Le 25 mars 1953, jour de l'Annonciation, le vicariat apostolique est érigé en diocèse par la bulle Quemadmodum ad Nos de Pie XII.

## Évêques
- Joseph Kiwánuka (en) † (25 mai 1939 - 20 décembre 1960, nommé archevêque de Rubaga)
- Adrian Kivumbi Ddungu (en) † (11 novembre 1961 - 10 janvier 1998)
- John Baptist Kaggwa † (10 janvier 1998 - 16 avril 2019)
- Serverus Jjumba (en), depuis le 16 avril 2019